# FIS Cup kobiet w skokach narciarskich 2018/2019
FIS Cup kobiet w skokach narciarskich 2018/2019 – siódmy sezon tego cyklu w historii jego rozgrywania. Rozpoczął się 7 lipca 2018 roku w Villach, a zakończy się również tam 24 lutego 2019 roku.
Tytuł przed sezonem wywalczyła Słowenka Nika Križnar, która w tym sezonie wystąpiła tylko w dwóch pierwszych konkursach plasując się na dziewiątej i trzeciej pozycji.
Drugie zwycięstwo w klasyfikacji generalnej cyklu na dwa konkursy przed oficjalnym zakończeniem zapewniła sobie Rumunka Daniela Haralambie, która czterokrotnie stawała na najwyższym stopniu podium oraz raz na jego najniższym stopniu.

## Zwycięzcy

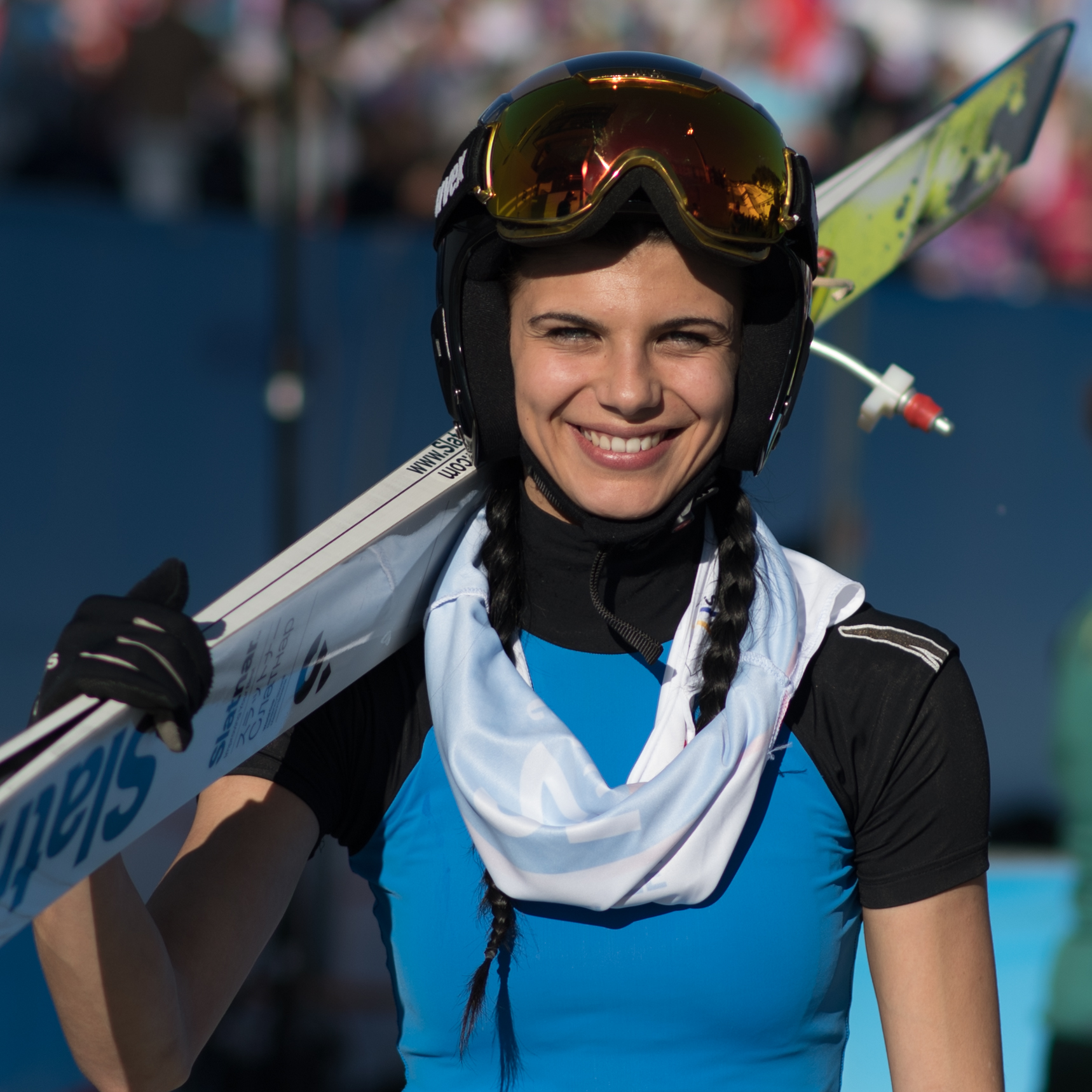
Daniela Haralambie – zwyciężczyni klasyfikacji generalnej

## Kalendarz zawodów
| Lp.                                                                    | Data                                                                   | Miejscowość                                                            | HS                                                                     | Uwagi                                                                  | 1. miejsce         | 2. miejsce          | 3. miejsce          |
| ---------------------------------------------------------------------- | ---------------------------------------------------------------------- | ---------------------------------------------------------------------- | ---------------------------------------------------------------------- | ---------------------------------------------------------------------- | ------------------ | ------------------- | ------------------- |
| 1.                                                                     | 7 lipca 2018                                                           | Villach                                                                | HS-98                                                                  | –                                                                      | Chiara Hölzl       | Ema Klinec          | Daniela Haralambie  |
| 2.                                                                     | 8 lipca 2018                                                           | Villach                                                                | HS-98                                                                  | –                                                                      | Chiara Hölzl       | Ema Klinec          | Nika Križnar        |
| 3.                                                                     | 14 lipca 2018                                                          | Szczyrk                                                                | HS-106                                                                 | –                                                                      | Daniela Haralambie | Yūka Setō           | Kinga Rajda         |
| 4.                                                                     | 15 lipca 2018                                                          | Szczyrk                                                                | HS-106                                                                 | –                                                                      | Daniela Haralambie | Elisabeth Raudaschl | Kinga Rajda         |
| 5.                                                                     | 15 września 2018                                                       | Râșnov                                                                 | HS-97                                                                  | –                                                                      | Daniela Haralambie | Anna Twardosz       | Diana Trâmbițaș     |
| 6.                                                                     | 16 września 2018                                                       | Râșnov                                                                 | HS-97                                                                  | –                                                                      | Daniela Haralambie | Anna Twardosz       | Diana Trâmbițaș     |
| 7.                                                                     | 20 grudnia 2018                                                        | Park City                                                              | HS-100                                                                 | –                                                                      | Natalie Eilers     | Abigail Strate      | Natasha Bodnarchuk  |
| 8.                                                                     | 21 grudnia 2018                                                        | Park City                                                              | HS-100                                                                 | –                                                                      | Taylor Henrich     | Natalie Eilers      | Natasha Bodnarchuk  |
| 9.                                                                     | 9 lutego 2019                                                          | Rastbüchl                                                              | HS-78                                                                  | –                                                                      | Agnes Reisch       | Arantxa Lancho      | Elisabeth Raudaschl |
| 10.                                                                    | 10 lutego 2019                                                         | Rastbüchl                                                              | HS-78                                                                  | –                                                                      | Agnes Reisch       | Elisabeth Raudaschl | Arantxa Lancho      |
| 11.                                                                    | 23 lutego 2019                                                         | Villach                                                                | HS-98                                                                  | –                                                                      | Giada Tomaselli    | Veronica Gianmoena  | Annika Sieff        |
| 12.                                                                    | 24 lutego 2019                                                         | Villach                                                                | HS-98                                                                  | –                                                                      | Veronica Gianmoena | Giada Tomaselli     | Vanessa Moharitsch  |
| FIS Cup kobiet w skokach narciarskich 2018/2019 – klasyfikacja końcowa | FIS Cup kobiet w skokach narciarskich 2018/2019 – klasyfikacja końcowa | FIS Cup kobiet w skokach narciarskich 2018/2019 – klasyfikacja końcowa | FIS Cup kobiet w skokach narciarskich 2018/2019 – klasyfikacja końcowa | FIS Cup kobiet w skokach narciarskich 2018/2019 – klasyfikacja końcowa | Daniela Haralambie | Elisabeth Raudaschl | Abigail Strate      |

## Statystyki indywidualne
| Zawodniczka | Villach 7.07 | Villach 8.07 | Szczyrk 14.07 | Szczyrk 15.07 | Râșnov 15.09 | Râșnov 16.09 | Park City 19.12 | Park City 20.12 | Rastbüchl 9.02 | Rastbüchl 10.02 | Villach 23.02 | Villach 24.02 |
| Austria | Austria      | Austria      | Austria       | Austria       | Austria      | Austria      | Austria         | Austria         | Austria        | Austria         | Austria       | Austria       |
| --- | ------------ | ------------ | ------------- | ------------- | ------------ | ------------ | --------------- | --------------- | -------------- | --------------- | ------------- | ------------- |
| Lisa Eder | 7            | 9            | –             | –             | –            | –            | –               | –               | –              | –               | –             | –             |
| Katharina Ellmauer | 27           | 17           | –             | –             | –            | –            | –               | –               | 9              | 7               | –             | –             |
| Chiara Hölzl | 1            | 1            | –             | –             | –            | –            | –               | –               | –              | –               | –             | –             |
| Julia Huber | 18           | 23           | 12            | 10            | –            | –            | –               | –               | 5              | 5               | –             | –             |
| Eva Hubinger | 31           | 22           | –             | –             | –            | –            | –               | –               | –              | –               | –             | –             |
| Marita Kramer | 38           | 20           | 6             | 9             | –            | –            | –               | –               | –              | –               | –             | –             |
| Sophie Mair | 16           | 35           | –             | –             | –            | –            | –               | –               | 13             | 151             | –             | –             |
| Vanessa Moharitsch | 20           | 15           | –             | –             | –            | –            | –               | –               | –              | –               | 5             | 3             |
| Eva Pinkelnig | 13           | 16           | –             | –             | –            | –            | –               | –               | –              | –               | –             | –             |
| Elisabeth Raudaschl | 17           | 13           | 4             | 2             | –            | –            | –               | –               | 3              | 2               | –             | –             |
| Jacqueline Seifriedsberger | dns          | dns          | –             | –             | –            | –            | –               | –               | –              | –               | –             | –             |
| Sophie Sorschag | 28           | 33           | –             | –             | –            | –            | –               | –               | 4              | 4               | –             | –             |
| Hannah Wiegele | 37           | 38           | –             | –             | –            | –            | –               | –               | 10             | 12              | 9             | 10            |
| Chiny |              |              |               |               |              |              |                 |                 |                |                 |               |               |
| Hao Yanjie | –            | –            | –             | –             | –            | –            | –               | –               | 16             | dns             | dns           | dns           |
| Li Jingwen | –            | –            | –             | –             | –            | –            | –               | –               | –              | –               | dns           | dns           |
| Zhou Fangyu | –            | –            | –             | –             | –            | –            | –               | –               | –              | –               | dns           | dns           |
| Czechy |              |              |               |               |              |              |                 |                 |                |                 |               |               |
| Barbora Blažková | –            | –            | 10            | 6             | –            | –            | –               | –               | –              | –               | –             | –             |
| Veronika Jenčová | –            | –            | –             | –             | dsq          | 15           | –               | –               | –              | –               | –             | –             |
| Štěpánka Ptáčková | –            | –            | 18            | 8             | –            | –            | –               | –               | –              | –               | –             | –             |
| Michaela Rajnochová | –            | –            | 26            | 29            | –            | –            | –               | –               | –              | –               | –             | –             |
| Klára Ulrichová | –            | –            | 23            | 22            | –            | –            | –               | –               | –              | –               | –             | –             |
| Estonia |              |              |               |               |              |              |                 |                 |                |                 |               |               |
| Annemarii Bendi | –            | –            | 22            | 20            | –            | –            | –               | –               | –              | –               | –             | –             |
| Triinu Hausenberg | –            | –            | 28            | 27            | –            | –            | –               | –               | –              | –               | –             | –             |
| Finlandia |              |              |               |               |              |              |                 |                 |                |                 |               |               |
| Julia Tervahartiala | 41           | 40           | –             | –             | –            | –            | –               | –               | –              | –               | –             | –             |
| Gruzja |              |              |               |               |              |              |                 |                 |                |                 |               |               |
| Esmeralda Gobozowa | –            | –            | –             | –             | 25           | 24           | –               | –               | –              | –               | –             | –             |
| Japonia |              |              |               |               |              |              |                 |                 |                |                 |               |               |
| Yūka Setō | 12           | 12           | 2             | 4             | –            | –            | –               | –               | –              | –               | –             | –             |
| Kanada |              |              |               |               |              |              |                 |                 |                |                 |               |               |
| Natasha Bodnarchuk | –            | –            | 13            | 13            | –            | –            | 3               | 3               | –              | –               | –             | –             |
| Natalie Eilers | –            | –            | –             | –             | –            | –            | 1               | 2               | –              | –               | –             | –             |
| Taylor Henrich | –            | –            | –             | –             | –            | –            | –               | 1               | –              | –               | –             | –             |
| Abigail Strate | –            | –            | 5             | 4             | –            | –            | 2               | 4               | –              | –               | –             | –             |
| Kazachstan |              |              |               |               |              |              |                 |                 |                |                 |               |               |
| Dajana Achmietwalijewa | –            | –            | –             | –             | –            | –            | dns             | dns             | –              | –               | –             | –             |
| Walentina Sdierżykowa | 22           | 18           | –             | –             | –            | –            | –               | –               | –              | –               | –             | –             |
| Wieronika Szyszkina | 30           | 31           | –             | –             | –            | –            | –               | –               | –              | –               | –             | –             |
| Korea Południowa |              |              |               |               |              |              |                 |                 |                |                 |               |               |
| Park Guy-lim | –            | –            | –             | –             | 9            | 10           | –               | –               | –              | –               | –             | –             |
| Niemcy |              |              |               |               |              |              |                 |                 |                |                 |               |               |
| Selina Freitag | 15           | 19           | –             | –             | –            | –            | –               | –               | 7              | 6               | –             | –             |
| Pauline Heßler | 11           | 5            | –             | –             | –            | –            | –               | –               | –              | –               | –             | –             |
| Alina Ihle | –            | –            | –             | –             | 5            | 5            | –               | –               | –              | –               | –             | –             |
| Henriette Kraus | 39           | 42           | –             | –             | –            | –            | –               | –               | –              | –               | –             | –             |
| Pia Lilian Kübler | –            | –            | –             | –             | –            | –            | –               | –               | –              | –               | 4             | 4             |
| Arantxa Lancho | 29           | 32           | –             | –             | –            | –            | –               | –               | 2              | 3               | –             | –             |
| Josephin Laue | 14           | 40           | –             | –             | –            | –            | –               | –               | 6              | 8               | –             | –             |
| Sophia Maurus | –            | –            | –             | –             | –            | –            | dns             | dns             | –              | –               | –             | –             |
| Jenny Nowak | 23           | 27           | –             | –             | –            | –            | dns             | dns             | –              | –               | –             | –             |
| Agnes Reisch | –            | –            | –             | –             | –            | –            | –               | –               | 1              | 1               | –             | –             |
| Alexandra Seifert | 42           | 38           | –             | –             | –            | –            | –               | –               | –              | –               | –             | –             |
| Juliane Seyfarth | 5            | 6            | –             | –             | –            | –            | –               | –               | –              | –               | –             | –             |
| Norwegia |              |              |               |               |              |              |                 |                 |                |                 |               |               |
| Thea Minyan Bjørseth | –            | –            | –             | –             | –            | –            | –               | –               | 8              | 9               | –             | –             |
| Ida Marie Hagen | –            | –            | –             | –             | –            | –            | dns             | dns             | –              | –               | –             | –             |
| Gyda Westvold Hansen | –            | –            | –             | –             | –            | –            | dns             | dns             | –              | –               | –             | –             |
| Ingrid Hordvik Kleven | –            | –            | –             | –             | –            | –            | –               | –               | 14             | 13              | –             | –             |
| Nora Midtsundstad | –            | –            | –             | –             | –            | –            | –               | –               | 15             | 14              | –             | –             |
| Heidi Dyhre Traaserud | –            | –            | –             | –             | –            | –            | –               | –               | 12             | 11              | –             | –             |
| Polska |              |              |               |               |              |              |                 |                 |                |                 |               |               |
| Paulina Cieślar | –            | –            | 25            | 26            | 12           | 9            | –               | –               | –              | –               | –             | –             |
| Kamila Karpiel | 10           | 11           | –             | –             | –            | –            | –               | –               | –              | –               | –             | –             |
| Joanna Kil | 39           | 43           | 14            | 15            | –            | –            | –               | –               | –              | –               | –             | –             |
| Nicole Konderla | –            | –            | 29            | 30            | 19           | 19           | –               | –               | –              | –               | –             | –             |
| Magdalena Pałasz | –            | –            | 17            | 28            | 11           | 12           | –               | –               | –              | –               | –             | –             |
| Róża Pawlikowska | –            | –            | 32            | 33            | –            | –            | –               | –               | –              | –               | –             | –             |
| Nikola Pietraszko | –            | –            | 33            | 32            | –            | –            | –               | –               | –              | –               | –             | –             |
| Kinga Rajda | 33           | 26           | 3             | 3             | –            | –            | –               | –               | –              | –               | –             | –             |
| Joanna Szwab | –            | –            | 16            | 12            | –            | –            | –               | –               | –              | –               | –             | –             |
| Anna Twardosz | 35           | 25           | 19            | 18            | 2            | 2            | –               | –               | –              | –               | –             | –             |
| Rosja |              |              |               |               |              |              |                 |                 |                |                 |               |               |
| Alina Borodina | 46           | 34           | 11            | 16            | –            | –            | –               | –               | –              | –               | –             | –             |
| Lidija Jakowlewa | 25           | 23           | 8             | 7             | –            | –            | –               | –               | –              | –               | –             | –             |
| Marija Jakowlewa | 24           | 30           | 7             | 11            | –            | –            | –               | –               | –              | –               | –             | –             |
| Stiefanija Nadymowa | –            | –            | –             | –             | –            | –            | dns             | 13              | –              | –               | –             | –             |
| Kristina Prokopjewa | 45           | 45           | 24            | 25            | –            | –            | –               | –               | –              | –               | –             | –             |
| Anna Szpyniowa | 43           | 21           | dsq           | 21            | –            | –            | –               | –               | –              | –               | –             | –             |
| Rumunia |              |              |               |               |              |              |                 |                 |                |                 |               |               |
| Daria Chindriș | –            | –            | –             | –             | 24           | 23           | –               | –               | –              | –               | –             | –             |
| Daniela Haralambie | 3            | 10           | 1             | 1             | 1            | 1            | –               | –               | –              | –               | –             | –             |
| Carina Militaru | 19           | 28           | 9             | 16            | 7            | 4            | –               | –               | –              | –               | –             | –             |
| Bianca Ștefănuță | –            | –            | –             | –             | 18           | 21           | –               | –               | –              | –               | –             | –             |
| Diana Trâmbițaș | 36           | 29           | 15            | 19            | 3            | 3            | –               | –               | 11             | 10              | –             | –             |
| Słowacja |              |              |               |               |              |              |                 |                 |                |                 |               |               |
| Nina Bezúchová | –            | –            | –             | –             | 22           | 252          | –               | –               | –              | –               | –             | –             |
| Słowenia |              |              |               |               |              |              |                 |                 |                |                 |               |               |
| Urša Bogataj | 4            | 4            | –             | –             | –            | –            | –               | –               | –              | –               | –             | –             |
| Jerneja Brecl | 8            | 7            | –             | –             | –            | –            | –               | –               | –              | –               | –             | –             |
| Ema Klinec | 2            | 2            | –             | –             | –            | –            | –               | –               | –              | –               | –             | –             |
| Katra Komar | 21           | 14           | –             | –             | –            | –            | –               | –               | –              | –               | –             | –             |
| Nika Križnar | 9            | 3            | –             | –             | –            | –            | –               | –               | –              | –               | –             | –             |
| Lara Logar | 44           | 44           | –             | –             | –            | –            | –               | –               | –              | –               | 7             | 5             |
| Katja Markuta | 32           | dsq          | –             | –             | –            | –            | –               | –               | –              | –               | –             | –             |
| Pia Mazi | 33           | 35           | 20            | 13            | –            | –            | –               | –               | –              | –               | –             | –             |
| Jerneja Repinc Zupančič | 26           | 37           | –             | –             | –            | –            | –               | –               | –              | –               | –             | –             |
| Špela Rogelj | 6            | 7            | –             | –             | –            | –            | –               | –               | –              | –               | –             | –             |
| Nika Vetrih | –            | –            | –             | –             | –            | –            | –               | –               | –              | –               | dns           | 8             |
| Ema Volavšek | –            | –            | 21            | 24            | –            | –            | –               | –               | –              | –               | –             | –             |
| Stany Zjednoczone |              |              |               |               |              |              |                 |                 |                |                 |               |               |
| Annika Belshaw | –            | –            | –             | –             | 8            | 11           | 4               | 5               | –              | –               | –             | –             |
| Kailey Bickner | –            | –            | –             | –             | –            | –            | 10              | 12              | –              | –               | –             | –             |
| Jilian Highfill | –            | –            | –             | –             | 211          | 263          | –               | –               | –              | –               | –             | –             |
| Anna Hoffmann | –            | –            | –             | –             | –            | –            | 7               | 8               | –              | –               | –             | –             |
| Mollie Immens | –            | –            | –             | –             | –            | –            | 9               | 10              | –              | –               | –             | –             |
| Paige Jones | –            | –            | –             | –             | 10           | 8            | 6               | 6               | –              | –               | –             | –             |
| Samantha Macuga | –            | –            | –             | –             | 20           | 20           | 8               | 9               | –              | –               | –             | –             |
| Sophia Nester | –            | –            | –             | –             | –            | –            | 11              | 11              | –              | –               | –             | –             |
| Logan Sankey | –            | –            | –             | –             | –            | –            | 5               | 7               | –              | –               | –             | –             |
| Szwajcaria |              |              |               |               |              |              |                 |                 |                |                 |               |               |
| Rea Kindlimann | –            | –            | –             | –             | –            | –            | –               | –               | –              | –               | 8             | 6             |
| Ukraina |              |              |               |               |              |              |                 |                 |                |                 |               |               |
| Chrystyna Droniak | –            | –            | 27            | 23            | –            | –            | –               | –               | –              | –               | –             | –             |
| Witalina Herasymjuk | –            | –            | 30            | dns           | 17           | 17           | –               | –               | –              | –               | –             | –             |
| Tetiana Pyłypczuk | –            | –            | 31            | 31            | 23           | 22           | –               | –               | –              | –               | –             | –             |
| Węgry |              |              |               |               |              |              |                 |                 |                |                 |               |               |
| Virág Vörös | –            | –            | –             | –             | 4            | 7            | –               | –               | –              | –               | 10            | 8             |
| Włochy |              |              |               |               |              |              |                 |                 |                |                 |               |               |
| Daniela Dejori | –            | –            | –             | –             | 13           | 14           | –               | –               | –              | –               | 6             | 7             |
| Veronica Gianmoena | –            | –            | –             | –             | –            | –            | –               | –               | –              | –               | 2             | 1             |
| Jessica Malsiner | –            | –            | –             | –             | 16           | 18           | –               | –               | –              | –               | 11            | 12            |
| Lena Prinoth | –            | –            | –             | –             | 14           | 16           | –               | –               | –              | –               | –             | –             |
| Annika Sieff | –            | –            | –             | –             | 6            | 6            | –               | –               | –              | –               | 3             | 11            |
| Arianna Sieff | –            | –            | –             | –             | 15           | 13           | –               | –               | –              | –               | 12            | 13            |
| Giada Tomaselli | –            | –            | –             | –             | –            | –            | –               | –               | –              | –               | 1             | 2             |
| Legenda |              |              |               |               |              |              |                 |                 |                |                 |               |               |
| 1-3 4-30 poniżej 30 dns – Zawodniczka nie wystartowała w konkursie. dsq – Zawodniczka została zdyskwalifikowana w konkursie głównym. – – Zawodniczka niezgłoszona do konkursu. 1 – Zawodniczka zdyskwalifikowana w pierwszej serii 2 – Zawodniczka zdyskwalifikowana w drugiej serii 3 – Zawodniczka nie wystartowała w drugiej serii |              |              |               |               |              |              |                 |                 |                |                 |               |               |

## Klasyfikacja generalna
| Miejsce | Zawodniczka             | Występy | Punkty | Strata |
| ------- | ----------------------- | ------- | ------ | ------ |
| 1.      | Daniela Haralambie      | 6       | 486    | –      |
| 2.      | Elisabeth Raudaschl     | 6       | 304    | -182   |
| 3.      | Abigail Strate          | 4       | 225    | -261   |
| 4.      | Chiara Hölzl            | 2       | 200    | -286   |
| 4.      | Agnes Reisch            | 2       | 200    | -286   |
| 4.      | Diana Trâmbițaș         | 8       | 200    | -286   |
| 7.      | Anna Twardosz           | 6       | 191    | -295   |
| 8.      | Natalie Eilers          | 2       | 180    | -306   |
| 8.      | Giada Tomaselli         | 2       | 180    | -306   |
| 8.      | Veronica Gianmoena      | 2       | 180    | -306   |
| 11.     | Yūka Setō               | 4       | 174    | -312   |
| 12.     | Annika Sieff            | 4       | 164    | -322   |
| 13.     | Ema Klinec              | 2       | 160    | -326   |
| 13.     | Natasha Bodnarchuk      | 4       | 160    | -326   |
| 15.     | Julia Huber             | 6       | 159    | -327   |
| 16.     | Annika Belshaw          | 4       | 151    | -335   |
| 17.     | Carina Militaru         | 6       | 145    | -341   |
| 18.     | Virág Vörös             | 4       | 144    | -342   |
| 19.     | Arantxa Lancho          | 4       | 142    | -344   |
| 20.     | Paige Jones             | 4       | 138    | -348   |
| 21.     | Vanessa Moharitsch      | 4       | 132    | -354   |
| 22.     | Kinga Rajda             | 4       | 125    | -361   |
| 23.     | Daniela Dejori          | 4       | 114    | -372   |
| 24.     | Selina Freitag          | 4       | 104    | -382   |
| 25.     | Sophie Sorschag         | 4       | 103    | -383   |
| 26.     | Hannah Wiegele          | 6       | 102    | -384   |
| 27.     | Urša Bogataj            | 2       | 100    | -386   |
| 27.     | Taylor Henrich          | 1       | 100    | -386   |
| 27.     | Pia Lilian Kübler       | 2       | 100    | -386   |
| 30.     | Alina Ihle              | 2       | 90     | -396   |
| 30.     | Josephin Laue           | 4       | 90     | -396   |
| 32.     | Nika Križnar            | 2       | 89     | -397   |
| 33.     | Juliane Seyfarth        | 2       | 85     | -401   |
| 34.     | Samantha Macuga         | 4       | 83     | -403   |
| 34.     | Katharina Ellmauer      | 4       | 83     | -403   |
| 36.     | Lidija Jakowlewa        | 4       | 82     | -404   |
| 37.     | Logan Sankey            | 2       | 81     | -405   |
| 37.     | Lara Logar              | 4       | 81     | -405   |
| 39.     | Marita Kramer           | 4       | 80     | -406   |
| 40.     | Arianna Sieff           | 4       | 78     | -408   |
| 41.     | Špela Rogelj            | 2       | 76     | -410   |
| 42.     | Jessica Malsiner        | 4       | 74     | -412   |
| 43.     | Rea Kindlimann          | 2       | 72     | -414   |
| 44.     | Pauline Heßler          | 2       | 69     | -417   |
| 45.     | Jerneja Brecl           | 2       | 68     | -418   |
| 45.     | Marija Jakowlewa        | 4       | 68     | -418   |
| 45.     | Anna Hoffmann           | 2       | 68     | -418   |
| 48.     | Barbora Blažková        | 2       | 66     | -420   |
| 49.     | Lisa Eder               | 2       | 65     | -421   |
| 50.     | Magdalena Pałasz        | 4       | 63     | -423   |
| 51.     | Paulina Cieślar         | 4       | 62     | -424   |
| 52.     | Thea Minyan Bjørseth    | 2       | 61     | -425   |
| 53.     | Park Guy-lim            | 2       | 55     | -431   |
| 53.     | Mollie Immens           | 2       | 55     | -431   |
| 55.     | Sophie Mair             | 4       | 51     | -435   |
| 56.     | Kamila Karpiel          | 2       | 50     | -436   |
| 57.     | Sophia Nester           | 2       | 48     | -438   |
| 57.     | Kailey Bickner          | 2       | 48     | -438   |
| 59.     | Heidi Dyhre Traaserud   | 2       | 46     | -440   |
| 60.     | Štěpánka Ptáčková       | 2       | 45     | -441   |
| 61.     | Alina Borodina          | 4       | 39     | -447   |
| 62.     | Ingrid Hordvik Kleven   | 2       | 38     | -448   |
| 63.     | Joanna Szwab            | 2       | 37     | -449   |
| 64.     | Eva Pinkelnig           | 2       | 35     | -451   |
| 65.     | Joanna Kil              | 4       | 34     | -452   |
| 65.     | Nora Midtsundstad       | 2       | 34     | -452   |
| 67.     | Lena Prinoth            | 2       | 33     | -453   |
| 68.     | Nika Vetrih             | 1       | 32     | -454   |
| 69.     | Pia Mazi                | 4       | 31     | -455   |
| 70.     | Witalina Herasymjuk     | 3       | 29     | -457   |
| 71.     | Katra Komar             | 2       | 28     | -458   |
| 72.     | Nicole Konderla         | 4       | 27     | -459   |
| 73.     | Bianca Ștefănuță        | 2       | 23     | -463   |
| 74.     | Walentina Sdierżykowa   | 2       | 22     | -464   |
| 75.     | Annemarii Bendi         | 2       | 20     | -466   |
| 75.     | Anna Szpyniowa          | 4       | 20     | -466   |
| 75.     | Stiefanija Nadymowa     | 1       | 20     | -466   |
| 78.     | Tetiana Pyłypczuk       | 4       | 17     | -469   |
| 78.     | Klára Ulrichová         | 2       | 17     | -469   |
| 78.     | Ema Volavšek            | 2       | 17     | -469   |
| 81.     | Veronika Jenčová        | 1       | 16     | -470   |
| 82.     | Nina Bezúchová          | 2       | 15     | -471   |
| 82.     | Daria Chindriș          | 2       | 15     | -471   |
| 82.     | Jilian Highfill         | 2       | 15     | -471   |
| 82.     | Hao Yanjie              | 1       | 15     | -471   |
| 86.     | Esmeralda Gobozowa      | 2       | 13     | -473   |
| 86.     | Kristina Prokopjewa     | 4       | 13     | -473   |
| 88.     | Chrystyna Droniak       | 2       | 12     | -474   |
| 88.     | Jenny Nowak             | 2       | 12     | -474   |
| 90.     | Eva Hubinger            | 2       | 9      | -477   |
| 91.     | Triinu Hausenberg       | 2       | 7      | -479   |
| 91.     | Michaela Rajnochová     | 2       | 7      | -479   |
| 93.     | Jerneja Repinc Zupančič | 2       | 5      | -481   |
| 94.     | Wieronika Szyszkina     | 2       | 1      | -485   |